# Моран, Долорес
Долорес Моран (англ. Dolores Moran), полное имя Долорес Джин Моран (англ. Dolores Jean Moran; 27 января 1926 года — 5 февраля 1982 года) — американская актриса кино и телевидения 1940—1950-х годов, которая начинала карьеру как модель.
За время своей карьеры Моран сыграла в таких фильмах, как «Верная подруга» (1943), «Трудный путь» (1943), «Иметь и не иметь» (1944), «Звуки горна в полночь» (1945), «Слишком молоды, чтобы знать» (1945), «Человек, которого я люблю» (1946), «Безоговорочно» (1946), «Сочельник» (1947), «Считайте часы» (1953) и «Серебряная жила» (1954).

## Ранние годы и начало карьеры
Долорес Моран родилась 27 января (по некоторым данным, 26 января) 1926 года в Стоктоне, Калифорния, США. В середине 1930-х годов Долрес вместе с семьёй переехала в город Орланд (англ. Orland), Калифорния, где её отец стал успешным дистрибьютором нефтяной компании Shell Oil Company, а мать открыла салон красоты. В 1939 году Долорес подрабатывала официанткой в ресторане-драйв-ине в Саннивейле, Калифорния. В 1941 году в связи с переводом отца семья переехала в Чико, Калифорния в 20 милях к востоку от Орланда.
В апреле 1941 года Долорес выиграла конкурс публичных выступлений, организованный региональным отделением организации Lions Clubs International. В мае 1941 года она была коронована как «Королева ярмарки округа Бьютт» губернатором Калифорнии Калбертом Олсоном (англ. Culbert Olson). Торговая палата пригласила участниц конкурса на обед, где почетным гостем был боксёр и актёр Макс Бэр, который обратил внимание на 15-летнюю Долорес. Он заявил, что она должна сниматься в кино, и пообещал навести справки от её имени. Однако Бэр полагал, что сначала Долорес должна закончить учёбу в школе.
В июле 1941 года в качестве приза за победу в конкурсе округ Бьютт оплатил Долорес поездку в Йосемитский национальный парк, где её фотографировали для журнала National Geographic. В августе 1941 года Долорес завоевала третье место в конкурсе «Девушка Золотого Запада» на ярмарке штата Калифорния в Сакраменто. В начале ноября 1941 года на ежегодном пикнике ордена The Elks в Сакраменто на неё обратил внимание скаут по поиску талантов киностудии Warner Bros. В ноябре 1941 года Моран пригласили в Голливуд для собеседования, и студия сразу же направила её в специальную школу подготовки. В декабре 1941 года Моран начала заниматься в специальной школе Warner Bros, в которой помимо занятий по курсу старших классов школы было также три часа обучения драматическому искусству.
В декабре 1941 года студия Warner Bros предложила Моран семилетний (по другим сведениям, пятилетний) контракт). Поскольку Моран была несовершеннолетней, для подписания контракта понадобилось согласие родителей и специальное решение суда, которое было получено в январе 1942 года, после чего Моран подписала контракт. Когда в июне 1942 года Марджори Моран, младшая сестра Долорес, окончила школу в Орланде, вся семья переехала в Голливуд.

## Карьера в кино и на телевидении
В 1942 году Моран как начинающую актрису первоначально использовали в небольших ролях для «украшения кадра». В частности, она снялась в роли эстрадной артистки (без указания в титрах) в оскароносном биографическом мюзикле «Янки Дудл Денди» (1942) с Джеймсом Кэгни в главной роли. В одной из сцен герой Кэгни срывает с Моран свидание, чтобы встретиться с героиней картины в исполнении Джоан Лесли. Вскоре последовала небольшая роль (без указания в титрах) в музыкальной драме «Трудный путь» (1943) с участием Джоан Лесли и Айды Лупино, съёмки которого проходили в феврале-июне 1942 года.
В 1942 году на съёмочной площадке Моран встретила Энди Свенсона, друга своего отца и лучшего друга Макса Бэра, пытавшегося в тот момент устроить для неё роль в своём фильме «Флот не подведёт» (1942) на студии RKO Pictures. Узнав, что она подписала контракт с Warner Bros., Свенсон и Бэр решили помочь с продвижением её карьеры, и чтобы показать Моран на голливудской светской сцене, организовали серию ужинов с её участием в наиболее престижных голливудских ночных клубах. Кроме того, в течение 1942 года Моран брала уроки танцев и пения, а также занималась вокалом и дважды в неделю выступала с чечёткой на концертах в воинских частях.
В ноябре 1942 года начались съёмки драмы об отношениях двух писательниц «Верная подруга» (1943) с участием Бетт Дейвис и Мириам Хопкинс, где Моран получила важную роль дочери одной из героинь, у которой возникают отношения с молодым человеком другой. В своей рецензии на фильм обозреватель «Нью-Йорк Таймс» Босли Краузер среди прочих отметил и игру второго плана со стороны Моран, которую описал как «хорошенькую, но невозмутимую девушку».

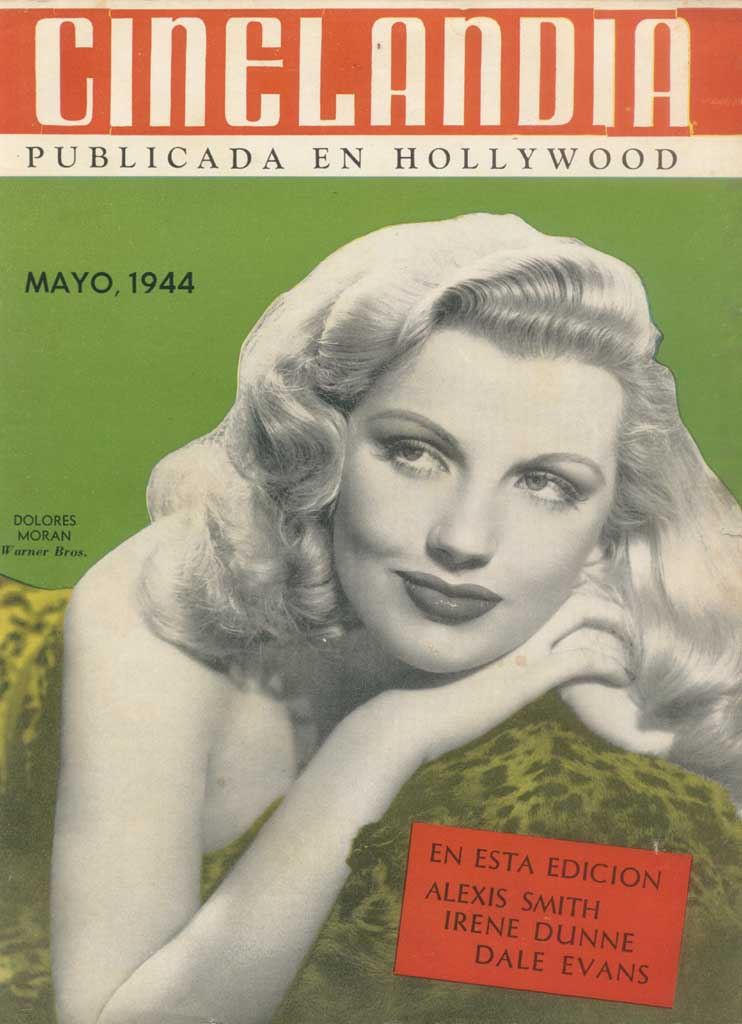
Фото на обложке журнала Cinelandia (май 1944 года)

В июне 1943 выходит статья о Моран в журнале Esquire. В июле 1943 года Моран перекрашивается в платиновую блондинку и сразу же в качестве пинап-девушки становится фавориткой среди солдат. В 1943—1944 годах фотографии Моран публикуются на обложке армейского еженедельного журнала Yank, The Army Weekly.
В 1944 году студия Warner Bros. предпринимает попытку продвинуть Моран в звёзды наряду с Лорен Беколл в нуарном триллере военного времени «Иметь и не иметь» (1944). В этой картине, действие которой происходит во французской Мартинике, находящейся под контролем правительства Виши, Моран сыграла мадам Эллен де Берсак, деятельницу французского движения Сопротивления, которой помогает главный герой, капитан катера в исполнении Хамфри Богарта. Как отмечено в статье в энциклопедии Alchetron, фильм сделал звездой Беколл, однако Моран не показала себя должным образом, отчасти потому, что режиссёр фильма Говард Хоукс решил расширить экранное присутствие Беколл за счёт Моран и вырезал некоторые её сцены. Как написала киновед Лора Вагнер (англ. Laura Wagner) в своей статье о Моран в издании «Фильмы Золотой эпохи» (Films of the Golden Age, зима 2012—2013), «значительная роль Моран в этом фильме была уменьшена по размеру, а роль Беколл — увеличена, и это несмотря на то, что у Моран был роман с женатым Хоуксом».
После появления в музыкальном киноревю «Голливудская лавка для войск» (1944) с участием многих голливудских звёзд Моран сыграла значимую роль в музыкальной фэнтези-комедии «Звуки горна в полночь» (1945) с Джеком Бенни и Алексис Смит. Она предстала в двойной роли скрипачки на небесах и очаровательной пособницы грабителя на Земле, которую останавливает главный герой картины. В мелодраме военного времени «Слишком молод, чтобы знать» (1945) с Джоан Лесли Моран сыграла одну из ключевых ролей подруги расставшейся супружеской пары.
В 1945 году прошли съёмки нуарной мелодрамы «Человек, которого я люблю» (фильм вышел на широкий экран в 1947 году) с Айдой Лупино в главной роли нью-йоркской джазовой певицы, которая приезжает навестить семью в небольшой калифорнийский городок. В этом фильме Моран сыграла сладострастную соседку, которая, забыв о муже и детях, ищет чувственных наслаждений в компании преуспевающего владельца ночного клуба, что приводит её к трагическому финалу.

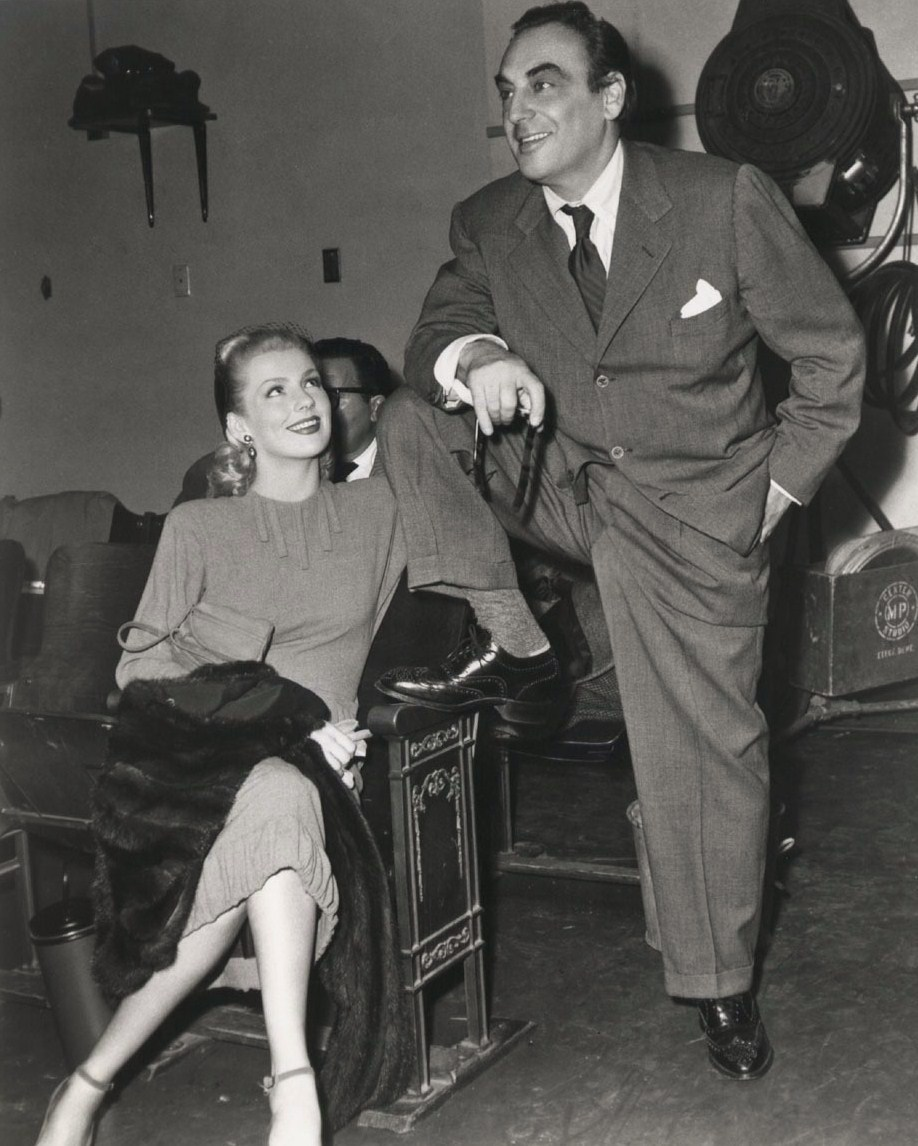
Долорес Моран и Бенедикт Боджес

В 1946 году Моран наряду с некоторыми другими голливудскими звёздами сыграла камео-роль в романтической комедии о кинобизнесе «Безоговорочно» (1946) с участием Джона Уэйна и Клодетт Кольбер. В 1946 году Моран вышла замуж за кинопродюсера Бенедикта Боджеса, после чего сыграла роль женщины-полицейского под прикрытием в его фильме, комедии «Сочельник» (1947) с Джорджем Рафтом и Джорджем Брентом в главных ролях. В 1948 году у Моран рождается сын, после чего по причине ухудшения состояния здоровья она не появляется на экране в течение почти двух лет.
В 1950 году выходит фильм нуар «Одноглазый Джонни» (1950), продюсером которого был Боджес. В этой картине с участием Пэта О’Брайена и Уэйна Морриса Моран сыграла роль подружки одного из гангстеров. Ещё три года спустя в очередной ленте Боджеса, фильме нуар «Считайте часы» (1953), которую поставил Дон Сигел, Моран получила роль светской девушки и невесты главного героя, адвоката (Макдональд Кэри), которая не понимает его стремления защитить сельскохозяйственного рабочего, которого общественное мнение уже признало виновным в убийстве фермера.
В 1952—1954 годах Моран сыграла также в эпизодах телесериалов «Опасное задание» (1952), «Мой герой» (1952) и «Мистер и миссис Норт» (1953—1954).
Последний раз Моран появилась на большом экране в вестерне «Серебряная жила» (1954), действие которого происходит в небольшом городке на Диком Западе. Продюсером картины был её муж, а главные роли исполнили Джон Пейн, Лизабет Скотт и Дэн Дьюриа. Моран сыграла в этом фильме значимую роль «королевы бурлеска» и бывшей возлюбленной главного героя (Пейн), которая поначалу из ревности отказывается помочь ему разоблачить негодяя (Дьюриа), однако затем меняет своё мнение и встаёт на его сторону. После этого фильма в возрасте 28 лет Моран закончила свою кинокарьеру.

## Актёрское амплуа и оценка творчества
Долорес Моран была высокого роста (178 см), с красивой фигурой и, по словам историка кино Гэри Брамбурга, «обладала сногсшибательной красотой». В 1957 году актриса Дебра Пэйджит назвала Моран «одной из самых красивых женщин в мире».
После успеха в серии региональных конкурсов красоты в Калифорнии Моран подписала контракт со студией Warner Bros, где начала карьеру как подающая надежды кинозвезда. У неё были памятные роли в фильмах «Верная подруга» (1943), «Иметь и не иметь» (1944), «Звуки горна в полночь» (1945) и «Человек, которого я люблю» (1946).
После выхода замуж за кинопродюсера Бенедикта Боджеса Моран играла только в фильмах, спродюсированных её мужем, среди которых «Сочельник» (1947), «Одноглазый Джонни» (1950), «Считай часы!» (1953) и «Серебряная жила» (1954). Боджес часто давал ей роли, где она представала в образе «плохой девочки». После нескольких лет совместной работы Моран закончила кинокарьеру.

## Личная жизнь
Как отметил историк кино Гэри Брамбург, Долорес Моран более известна своей скандальной личной жизнью, чем своим вкладом в кино. Вскоре после появления в Голливуде в 1943 году у неё был роман с актёром Микки Руни, а во время съёмок фильма «Иметь и не иметь» — с режиссёром Говардом Хоуксом. В августе 1944 года она встречалась с кузеном Хамфри Богарта, лейтенантом Бобом Робом, в ноябре 1944 — с лётчиком-героем, майором Гасом Дэймондом (англ. Gus Daymond), а в августе 1946 года — с 44-летним актёром и режиссёром Лесли Фентоном (англ. Leslie Fenton).
Как пишет Брамбург, у 22-летней Моран уже сложилась репутация девушки, которая крутит романы с женатыми тяжеловесами кино, когда в 1945 году она начинает встречаться с 42-летним продюсером Бенедиктом Боджесом (англ. Benedict Bogeaus), который в то время был женат на 23-летней актрисе Мими Форсайт. Несмотря на протесты жены, Боджес разводится с ней и в августе 1946 года женится на Моран. В августе 1948 года у Боджеса и Моран рождается сын Бретт Бенедикт Боджес (англ.  Brett Benedict Bogeaus), который позднее стал успешным бизнесменом. В 1952 году бывшая жена Боджеса кончает жизнь самоубийством.
Брак Моран и Боджеса был бурным и окончательно распался в 1962 году по инициативе Моран, которая подала на развод, обвинив мужа в жестокости. После развода Моран решила залечь на дно, и поэтому о ней мало что было слышно вплоть до её смерти в 1982 году.

### Случай с получением наследства
В декабре 1968 года в газетах появилось сообщение, что Моран получила наследство на сумму 300 000 долларов, которое ей завещал умерший владелец абрикосовой плантации, 58-летний холостяк Энтони Понс (англ. Anthony Ponce). Как выяснилось, в 1941 году 15-летняя Моран, которая в то время работала официанткой в ресторане драйв-ин в Саннивейле, Калифорния, подала Понсу кофе. Он был настолько очарован её красотой и её манерами, что запомнил девушку на всю жизнь. Хотя они никогда больше не встречались и не видели друг друга, Понс всё это время помнил её. В 1947 году он составил завещание, согласно которому 6000 долларов получат его племянник и пятеро племянниц, а всё остальное достанется Моран. Когда в декабре 1968 года новость попала в заголовки газет, Долорес призналась: «К сожалению, хоть убей, я не могу вспомнить этого человека». При этом она добавила, что «жизнь — это действительно что-то необыкновенное. Как это красиво. Это феноменально. Конечно, я не живу в бедности. Но я отнеслась к этому как к чуду, с благоговейным трепетом». Племянницы и племянник оспорили завещание, и судебные издержки, гонорары адвокатов и переговоры значительно сократили сумму, но в конечном итоге завещание было оставлено в силе.

## Смерть
Долорес Моран умерла 5 февраля 1982 года в Больнице для деятелей кино и телевидения в Вудленд-Хиллз, Лос-Анджелес, Калифорния, от рака в возрасте 56 лет. У неё остались сын, сестра и мать.

## Фильмография
| Год        |     | Русское название             | Оригинальное название      | Роль                                         |
| ---------- | --- | ---------------------------- | -------------------------- | -------------------------------------------- |
| 1940       | ф   | Охотники за привидениями     | The Ghost Breakers         | клиентка «Лас-Пальмас» (в титрах не указана) |
| 1942       | ф   | Как получить крылья          | Winning Your Wings         | блондинка на танцах (в титрах не указана)    |
| 1942       | ф   | Янки Дудл Денди              | Yankee Doodle Dandy        | танцовщица в Pippirino (в титрах не указана) |
| 1943       | ф   | Верная подруга               | Old Acquaintance           | Диди Дрейк                                   |
| 1943       | ф   | Трудный путь                 | The Hard Way               | молодая блондинка (в титрах не указана)      |
| 1943       | ф   | Троекратное ура девушкам     | Three Cheers for the Girls | белокурая хористка (в титрах не указана)     |
| 1944       | ф   | Голливудская лавка для войск | Hollywood Canteen          | Долорес Моран                                |
| 1944       | ф   | Иметь и не иметь             | To Have and Have Not       | мадам Эллен де Бюрсак                        |
| 1944       | ф   | Последняя поездка            | The Last Ride              | Молли Стивенс (в титрах не указана)          |
| 1945       | ф   | Звуки горна в полночь        | The Horn Blows at Midnight | скрипачка / Фрэн Блэкстоун                   |
| 1945       | ф   | Слишком молоды, чтобы знать  | Too Young to Know          | Пэтси О’Брайен                               |
| 1946       | ф   | Человек, которого я люблю    | The Man I Love             | Глория О’Коннор                              |
| 1946       | ф   | Сочельник                    | Christmas Eve              | Джин Брэдфорд                                |
| 1946       | кор | Мистер Нойзи                 | Mr. Noisy                  | стройная медсетра (в титрах не указана)      |
| 1946       | ф   | Безоговорочно                | Without Reservations       | Долорес Моран (в титрах не указана)          |
| 1950       | ф   | Одноглазый Джонни            | Johnny One-Eye             | Лили Уайт                                    |
| 1952       | с   | Мой герой                    | My Hero                    | Розалинд Тёрнер                              |
| 1952       | с   | Опасное задание              | Dangerous Assignment       | Мари Пикар                                   |
| 1953       | ф   | Считайте часы                | Count the Hours!           | Пола Митченер                                |
| 1953— 1954 | с   | Мистер и миссис Норт         | Mr. & Mrs. North           | разные роли (2 эпизода)                      |
| 1954       | ф   | Серебряная жила              | Silver Lode                | Долли                                        |